# Бару-ан-Ож
Бару́-ан-Ож (фр. Barou-en-Auge) — коммуна во Франции, находится в регионе Нижняя Нормандия. Департамент коммуны — Кальвадос. Входит в состав кантона Морто-Кулибёф. Округ коммуны — Кан.
Код INSEE коммуны — 14043.

## Население
Население коммуны на 2010 год составляло 95 человек.
| 1962 | 1968 | 1975 | 1982 | 1990 | 1999 | 2010 |
| ---- | ---- | ---- | ---- | ---- | ---- | ---- |
| 104  | 100  | 87   | 84   | 72   | 69   | 95   |

## Экономика
В 2010 году среди 54 человек трудоспособного возраста (15—64 лет) 32 были экономически активными, 22 — неактивными (показатель активности — 59,3 %, в 1999 году было 68,2 %). Из 32 активных жителей работали 30 человек (16 мужчин и 14 женщин), безработных было 2 (1 мужчина и 1 женщина). Среди 22 неактивных 7 человек были учениками или студентами, 9 — пенсионерами, 6 были неактивными по другим причинам.